# 空晶石

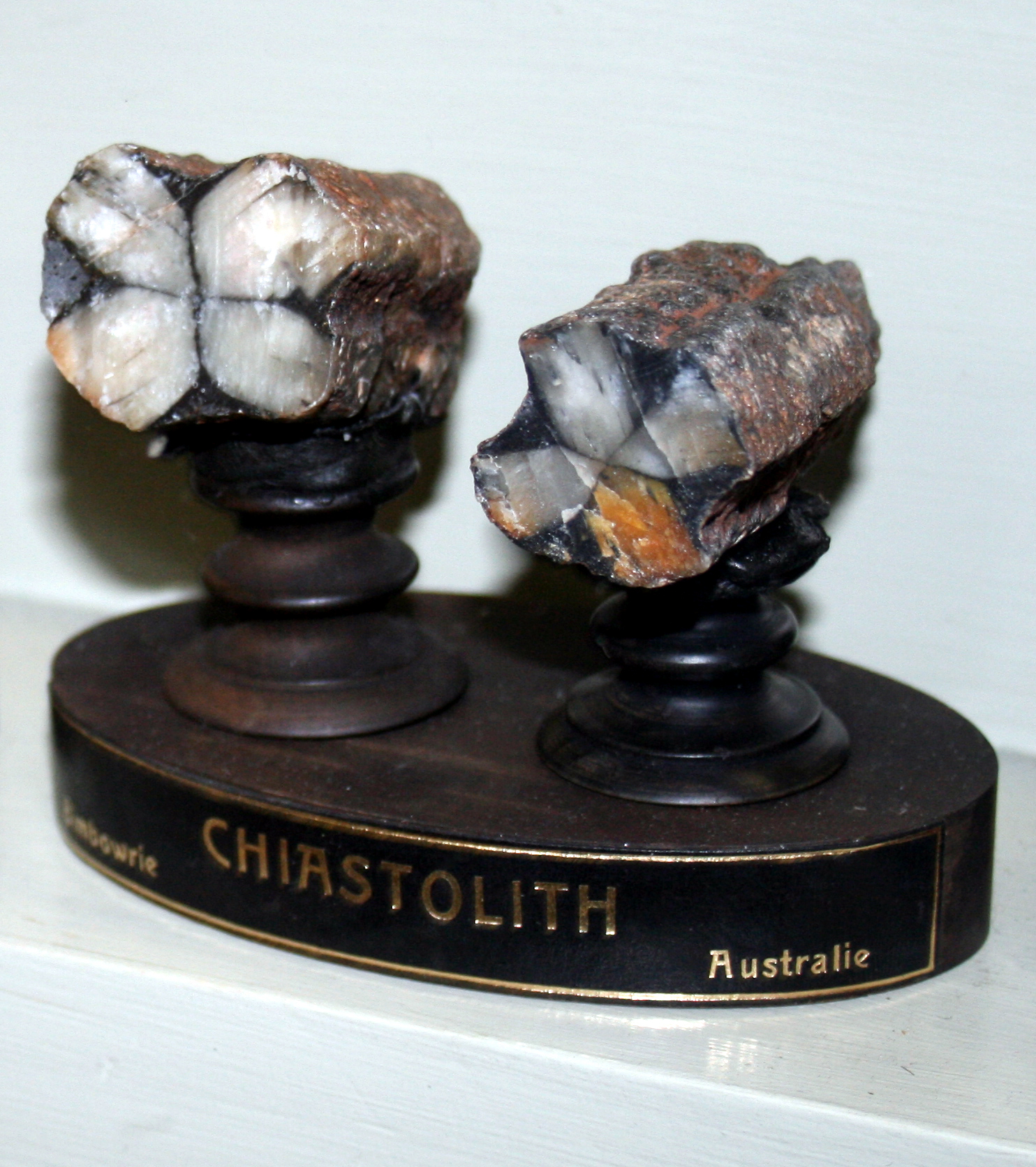

空晶石（英文：chiastolite）是红柱石的一种变种，它们的组成成分都是Al2SiO5。特点是含有十字形的黑色石墨包体（Inclusions）。在美国加利福尼亚州乔治敦附近的石墨富集的变质岩沉积地区，其变质沉淀物包含红柱石和空晶石。不同的空晶石晶体可能有白云母，钠云母，珍珠云母的杂质，从而有不同的假晶（pseudomorphic）形式。钙含量比较多的珍珠云母趋向于在空晶石内部产生碳富集的十字形。